# ジャンボマシンダー
ジャンボマシンダーは、ポピー（現：バンダイボーイズトイ事業部）からかつて発売されていたキャラクター玩具シリーズ。キャッチコピーは「無敵の王者」。後継商品である「巨大ロボット工場」、他社から発売された復刻版等についても本項で扱う。

## 概要
全高約60cmほどの人形で、素材には人形自体が重みなどで変形しないようにポリエチレンが使われている。
発売第1号となったのは、1973年の「マジンガーZ」であり、第2号は「仮面ライダーV3」だった。以後、ヒーロー作品のキャラクターを続々と発売した。初期では敵のロボットや怪人もラインナップに挙がっていた。70年代後半に入るとロボットアニメや特撮のロボットメカのみにラインナップが限定された。シリーズの共通の前腕部交換オプションとして「XX計画」シリーズがあり、あらゆるパーツをジャンボマシンダーに取り付けてパワーアップさせることができた（後に「ZZ計画」シリーズも発売）。1979年には「巨大ロボット工場」シリーズと名を変え、1980年から「スーパージャンボマシンダー」と名を改めた。しかし、1982年の「電子星獣ドル」を最後にジャンボマシンダーシリーズは姿を消した。
その後、1990年に「ファイブロボ」（プラスチック製でライト・サウンド内蔵）、2010年には「ジャンボマシンダーNEO」として「マジンガーZ」が発売されている。
2024年7月には、BANDAI SPIRITSよりリニューアル版の「マジンガーZ」、2024年12月には、リニューアル版の「グレートマジンガー」が発売された。ポピニカのリニューアル版の「ホバーパイルダー号」は「マジンガーZ」の頭部にパイルダーオンが可能。2025年10月には、リニューアル版の「スーパーロボット マッハバロン」が発売予定。

## ジャンボマシンダー本体（ポピー製品）

### ジャンボマシンダー
- マジンガーZ（マジンガーZ）
- 仮面ライダーV3（仮面ライダーV3）
- ウルトラマンタロウ（ウルトラマンタロウ）
- レッドバロン（スーパーロボット レッドバロン）
- 仮面ライダーX（仮面ライダーX）
- グレンダイザー（UFOロボ グレンダイザー）
- グレンダイザー専用スペイザー（UFOロボ グレンダイザー）
- ゲッター1（ゲッターロボ）
- ゲッター2（ゲッターロボ）
- ゲッター3（ゲッターロボ）
- グレートマジンガー（グレートマジンガー）
- ウルトラマンレオ（ウルトラマンレオ）
- マッハバロン（スーパーロボット マッハバロン）
- ゲッタードラゴン（ゲッターロボG）
- ゲッターライガー（ゲッターロボG）
- ゲッターポセイドン（ゲッターロボG）
- ライディーン（勇者ライディーン）
- 大鉄人17（大鉄人17）
- ボルテスV（超電磁マシーンボルテスV）
- ダンガードA（惑星ロボダンガードA）
- パイマー（科学忍者隊ガッチャマン）
- ダイモス（闘将ダイモス）
- レオパルドン（スパイダーマン (東映)）

### ジャンボマシンダー恐怖の悪魔軍団（対機械獣軍団）
- キングダン（マジンガーZ）
- ダブラスM2（マジンガーZ）
- カメバズーカ（仮面ライダーV3）
- ハサミジャガー（仮面ライダーV3）
- 機械獣グレンゴーストC3（マジンガーZ）
- 機械獣ロクロンQ9（マジンガーZ）
- 機械獣スパルタンK5（マジンガーZ）
- 機械獣ガラダK7（マジンガーZ）
- タイホウバッファロー（仮面ライダーV3）
- レンズアリ（仮面ライダーV3）

### DXジャンボマシンダー
- コンバトラーV（超電磁ロボ コン・バトラーV）
- ガイキング（大空魔竜ガイキング）
- 超大型大空魔竜（大空魔竜ガイキング）

### デカデカロボコン
- デカデカロボコン（がんばれ!!ロボコン）

### スーパーマシンダー
- スカイゼル（宇宙鉄人キョーダイン）
- グランゼル（宇宙鉄人キョーダイン）

### ジャンボザウルス
- ゴジラ（ゴジラ）

### 巨大ロボット工場
- ダルタニアス（未来ロボダルタニアス）
- バトルフィーバーロボ（バトルフィーバーJ）
- ダイデンジン（電子戦隊デンジマン）
- ガービン（闘士ゴーディアン）
- ゴッドシグマ（宇宙大帝ゴッドシグマ）

### スーパージャンボマシンダー
- 鉄人28号（太陽の使者 鉄人28号）
- サンバルカンロボ（太陽戦隊サンバルカン）
- ゴライオン（百獣王ゴライオン）
- ゴッドマーズ（六神合体ゴッドマーズ）
- 電子星獣ドル（宇宙刑事ギャバン)

## ジャンボマシンダー本体（バンダイ製品）

### ジャンボマシンダー（新）
- ファイブロボ（地球戦隊ファイブマン）

### でっかいロボコン
- がんばれ!!でっかいロボコン（がんばれ!!ロボコン）
- 燃えろ!!でっかいロボコン（燃えろ!!ロボコン）

### ジャンボマシンダーNEO
- マジンガーZ（真マジンガー 衝撃! Z編）

### ジャンボマシンダー（2024年復刻版）
- マジンガーZ（マジンガーZ）
- グレートマジンガー（グレートマジンガー）
- スーパーロボット マッハバロン（スーパーロボット マッハバロン）

## ジャンボマシンダー本体（他社復刻製品）

### ジャンボマシーン（ユニファイブ製品）
- マジンガーZ（マジンガーZ）
- グレートマジンガー（グレートマジンガー）
- 大空魔竜ガイキング（大空魔竜ガイキング）

### ジャンボグレンダイザー（ABYstyle Studio製品）
- ジャンボグレンダイザー（UFOロボ グレンダイザー）

## ジャンボマシンダー用兵器

### XX計画秘密新兵器
- XX-1ロケットパンチ
- XX-2光子力火炎銃
- XX-3連射6連ミサイル
- XX-4高速破壊円盤
- XX-5怪磁力アーム
- XX-6メガトンクレーン
- XX-7ダイナマイトチャージャー
- XX-8スレッドストリーマー
- XX-9ハイボルテージビーム
- XX-10リキッドシューター
- XX-11ミサイル要塞重戦車
- XX-12光子力タイマー
- XX-13アイアンカッター
- XX-14ジェットスクランダー
- XX-15ドリルミサイル
- XX秘密兵器ケース

### 無敵城計画ZZ大決戦兵器
- ZZ-1アトミックパンチ&アイアンカッターセット
- ZZ-2ドリルミサイル&超速射ミサイル
- ZZ-3鉄の爪マッハ100&サザンクロス
- ZZ-4新合金ボーガン
- ZZ-5怪力魔弾砲
- ZZ−6超3連爆撃弾
- ZZ−72段式パンチ
- ZZ−8ジャンボ無敵城